# Постоянная эластичность замещения
Постоянная эластичность замещения (англ. constant elasticity of substitution, CES) — свойство, которым может обладать производственная функция или функция полезности. Постоянство эластичности замещения означает, что эластичность пропорции аргументов функции по отношению к пропорции их предельных продуктов будет неизменной при любых значениях аргументов. Функции с постоянной эластичностью замещения иногда называют функциями CES или CES-функциями по английской аббревиатуре данного термина. Некоторые другие популярные производственные функции представляют собой частные или предельные случаи данной функции. Например, функция Кобба — Дугласа является функцией с единичной эластичностью замещения, а производственная функция Леонтьева — с нулевой эластичностью замещения.

## Формальное определение
Однородная функция CES в дискретном случае имеет следующий вид:
{\displaystyle F(x_{1},...,x_{n})=A\left(\sum _{i}\alpha _{i}x_{i}^{\rho }\right)^{\frac {\beta }{\rho }}}, где {\displaystyle \sum _{i}\alpha _{i}=1}, {\displaystyle \alpha _{i}>0,A>0}
Параметр {\displaystyle \beta } определяет степень однородности, в частности при {\displaystyle \beta =1} имеем линейно-однородную функцию.
Иногда используют также обобщённую неоднородную функцию CES (функцию Солоу):
{\displaystyle F(x_{1},...,x_{n})=A\left(\sum _{i}\alpha _{i}x_{i}^{\rho _{i}}\right)^{\beta }}
Однородная функция CES в непрерывном случае имеет следующий вид:
{\displaystyle F(x)=\int _{0}^{1}\left(x_{i}^{\rho }\right)^{\frac {1}{\rho }}di}
Здесь множество благ или факторов производства {\displaystyle x} представляет собой единичный континуум.

## Свойства и связь с другими функциями
Основное свойство данной функции — постоянная эластичность замещения. А именно, можно показать, что эластичность замещения для данной функции равна
{\displaystyle \sigma ={\frac {1}{1-\rho }}}
Если {\displaystyle \rho } стремится к нулю, то данная функция стремится к производственной функции Кобба-Дугласа, эластичность замещения которой как раз равна 1. Если {\displaystyle \rho } стремится к бесконечности, то имеем функцию с нулевой эластичностью замещения — производственную функцию Леонтьева.

## Использование
Функция полезности с постоянной эластичностью замещения используется в модели монополистической конкуренции Диксита — Стиглица — Кругмана. Модель позволяет анализировать рынки несовершенных субститутов. Она объясняет появление наценки, то есть превышение цены товара над предельными издержками. В предельном случае, когда параметр функции стремится к единице, эластичность становится равной бесконечности. При этом модель описывает совершенно конкурентный рынок.